# Rita Forte
Rita Forte (Terracina, 14 marzo 1958) è una cantante, musicista e pianista italiana.

## Biografia

### Gli esordi
Di origini toscane (la madre era originaria dell'Isola d'Elba) e appassionata di musica sin dall'infanzia, dall'età di sei anni studia pianoforte; si iscrive poi a una scuola di canto e partecipa successivamente a vari concorsi canori a livello regionale. Nel 1975, a 17 anni, incontra Claudio Mattone, autore e talentscout che rimane subito affascinato dalle sue singolari doti interpretative; Mattone realizza per lei, in collaborazione con Franco Migliacci, due brani: Sospetto/Come mia madre no.

### Il successo
Dopo la laurea in Scienze politiche presso l'Università La Sapienza di Roma, lavora come segretaria presso uno studio notarile. Due anni dopo inizia a cantare in alcuni locali romani (Jackie'O e Tartarughino) frequentati da personaggi dello spettacolo e del mondo discografico. Proprio al Tartarughino avviene l'incontro con Elio Palumbo (Eliop - autore e discografico della Nuova Yep record) che decide di produrre il suo primo album Rita Forte. La promozione avviene iscrivendo Rita al Festival di Sanremo 1991 tra le "Nuove proposte" con il brano È soltanto una canzone, con cui ottiene il terzo posto in classifica.
Nel 1992 torna a Sanremo, stavolta tra i "Big", con il brano Non è colpa di nessuno, firmato da Antonio Comis e dai fratelli Antonio e Gianni Bella. A causa di una controversia legale con il precedente discografico, questa canzone non è mai stata incisa, pur essendo arrivata in finale. È in quell'edizione di Sanremo che Luciano Rispoli la nota e offre a Rita la possibilità di avere uno spazio musicale all'interno del programma televisivo La più bella sei tu, da lui condotto su TMC. Rispoli poi la conferma al suo fianco anche per cinque edizioni del Tappeto Volante, nonché nello spin-off Le mille e una nota del Tappeto Volante, sempre su TMC.
Nel 1994 esce il suo secondo album Le donne sono un'altra cosa prodotto da Piero Colasanti e arrangiato da Adelmo Musso sotto la direzione artistica di Luciano Rossi (noto cantautore degli anni '70) che realizza per lei splendidi brani d'amore. I brani Le donne sono un'altra cosa e Unforgettable sono stati anche sigle del Tappeto volante. 
Il 1996 segna il suo ritorno discografico con il terzo album Certi uomini che la cantante presenta ad un'edizione di Domenica In condotta da Mara Venier.
Nel 1997 riceve il Premio Flaiano come miglior personaggio musicale e televisivo. Nel 1998, insieme a Dario Salvatori presenta su Radio Rai Uno il programma Per noi. Poi torna su TMC nel 1998-1999 accanto a Claudio G. Fava con la conduzione di Forte Fortissima, programma di cinema e musica in cui il pubblico a casa e quello in studio possono richiedere a Rita colonne sonore di film, canzoni e sigle tratte dalla produzione cinematografica degli ultimi cinquant'anni. Partecipa successivamente a diverse edizioni di Viva Napoli e dal 2000 al 2002 è l'animatrice musicale di Buona Domenica.
Nel 2001 esce il suo nuovo cd Cantando Cantando in cui sono contenuti tre nuovi inediti scritti per lei da Luciano Rossi; una reinterpretazione della celebre Almeno tu nell'universo e alcuni classici della canzone napoletana come Reginella e Dicitencello vuje e internazionale (My Way e New York New York); è presente una reinterpretazione di Se telefonando, omaggio alla sua cantante preferita Mina e a Maurizio Costanzo coautore del brano. Dal 2005 Rita Forte collabora musicalmente nella trasmissione in onda su Rai 3 Cominciamo bene. Nel 2006 esce Con tutto il mio cuore, raccolta di brani dei suoi precedenti cd che la cantante ha voluto dedicare a tutto il suo pubblico che la segue da sempre.
Nel 2010 è al Teatro Manzoni di Roma nella sceneggiata romana Attico con vista...vendesi con Fabrizio Frizzi e Carlo Alighiero, con musiche di Enzo De Rosa e la regia di Alighiero. Nel 2014 partecipa alla quarta edizione di Tale e quale show e il conseguimento della sesta posizione le consente di qualificarsi alla terza edizione di Tale e quale show - Il torneo, in cui si classifica al quinto posto, interpretando complessivamente Liza Minnelli, Fiordaliso, Iva Zanicchi, Kim Carnes, Milva, Natalie Cole, Diana Ross, Mina, Caterina Caselli, Dionne Warwick e Gigliola Cinquetti. Nel 2015 canta e suona il pianoforte nel segmento di Unomattina Estate intitolato Effetto Estate e torna a Tale e Quale Show nel torneo successivo alla quinta edizione del programma, indossando i panni di Anastacia, Fiorella Mannoia, Shirley Bassey e Rita Pavone.
Dal 2023 fa parte del cast di BellaMa', nei segmenti dedicati alla musica.

### Vita privata
Convive con Raniero Gazzelloni, detto Neri. Si professa cattolica.

## Discografia

### Album
- 1991 – Rita Forte (Yep, YLP 19) (33 giri)
- 1994 – Le donne sono un'altra cosa (Sony Music, 5099747799426) (CD)
- 1996 – Certi uomini (Fonit Cetra, CDL 407) (CD)
- 2001 – Cantando cantando (EMI Music, 0724353377328)
- 2006 – Con tutto il mio cuore (Lucky Planets, 8031274005806)
- 2012 – DallAcustico (Edel Music, 8044291041221)

### Singoli
- 1975 – Sospetto/Come mia madre no (RCA Italiana, TPBO 1122) (45 giri)
- 1992 – Non è colpa di nessuno

## Televisione
- La più bella sei tu (Telemontecarlo, 1992)
- Tappeto volante (Telemontecarlo, 1993-1996; Canale Italia, 2007-2009)
  - Le mille e una notte del Tappeto Volante (Telemontecarlo, 1994-1996)
  - Le mille e una nota del Tappeto Volante (Telemontecarlo, 1995)
  - La Posta del Tappeto volante (Telemontecarlo, 1996-1997)
  - Tappeto volante - Bella serata di prima estate (Telemontecarlo, 1997)
- Viva Napoli (Canale 5, 1995; Rete 4, 1999-2002)
- Forte fortissima (Telemontecarlo, 1998)
- La canzone del secolo (Canale 5, 1999)
- Buona Domenica (Canale 5, 2000-2002)
- Cominciamo bene (Rai 3, 2005-2010)
- Sapore di sole (Rai 1, 2014)
- Tale e quale show (Rai 1, 2014) Concorrente
  - Tale e quale show - Il torneo (Rai 1, 2014-2015) Concorrente
- Effetto Estate (Rai 1, 2015)
- BellaMa' (Rai 2, dal 2023) Rubrica Tutti cantano